# Giuseppe D'Amato
Giuseppe D'Amato (1965) è un giornalista, scrittore e storico italiano, specialista in questioni della Russia e dell'ex Unione Sovietica.

## Biografia
Dopo essersi laureato in Italia negli anni ottanta, divenne allievo dell'accademico russo Sigurd Ottovich Schmidt  all'Istituto dell'Archivio Storico di Mosca (Università di Stato russa) agli inizi degli ' 90 dove ottenne un Ph.D. in storia.

## Opere
D'Amato scrisse un libro sui viaggiatori italiani in Russia nel XV e XVI secolo e studiò le relazioni Italia-Russia. Alcuni dei suoi articoli sono stati editi anche in altre lingue. Ha scritto tre libri sulla dissoluzione dell'URSS, sull'allargamento dell'UE verso l'Est e sull'integrazione europea.